# Bahnhof Sopron-Déli
Der Bahnhof Sopron-Déli war ein Bahnhof in der Stadt Sopron und Endpunkt der 1847 als zweite Eisenbahnstrecke Ungarns eröffneten Bahnstrecke Wiener Neustadt–Sopron.

## Geschichte
Der Bahnhof wurde 1847 unter dem Namen Sopron (deutsch Ödenburg) als Endpunkt der Bahnstrecke Wiener Neustadt–Sopron durch die Wien-Gloggnitzer Bahn eröffnet. 1865 wurde die Strecke unter der Südbahn-Gesellschaft (ungarisch Déli Vasút) bis Nagykanizsa verlängert. Mit der Inbetriebnahme der Bahnstrecke Győr–Sopron und einem zweiten Personenbahnhof in Sopron durch die Raab-Oedenburg-Ebenfurter Eisenbahn (GySEV) im Jahr 1876 wurde der Bahnhof der Déli Vasút zur Unterscheidung vom Bahnhof der GySEV in Sopron-Déli umbenannt. Zwischen den beiden Bahnhöfen wurde eine Verbindungsbahn gebaut, das Streckengleis nach Nagykanizsa umging aber bis 1959 weiterhin den Bahnhof der GySEV. Bis 1998 wurden noch beide Bahnhöfe im Personenverkehr bedient; der letzte Reisezug fuhr am 23. Mai 1998 von Sopron-Déli ab. Seit 1999 sind die vormaligen Bahnhofsgleise nur noch eine Anschlussstelle der freien Strecke, die zur Abstellung von Wagen genutzt werden.

## Anlagen
Das Empfangsgebäude des Bahnhofes ist erhalten und wurde nach einem Brand im Jahr 2016 saniert. Der Bahnhof verfügte über zwei Wärterstellwerke; das westliche wurde 2014 abgerissen.